# Бетмен проти Супермена: На зорі справедливості
«Бе́тмен про́ти Суперме́на: На зорі справедливості» (англ. Batman v Superman: Dawn of Justice) — американський супергеройський фільм режисера Зака Снайдера, на основі коміксів видавництва DC Comics про Бетмена, Супермена і Диво-жінку. Є другим фільмом в рамках розширеного всесвіту DC та сиквелом фільму «Людина зі сталі».
Сценарій написаний Крісом Терріо, спільно зі Снайдером і Девідом С. Ґоєром. У фільмі знялися Генрі Кавілл, Бен Аффлек, Галь Гадот, Емі Адамс, Лоренс Фішберн, Даян Лейн, Джессі Айзенберг, Джеремі Айронс та Голлі Гантер.
Фільм було анонсовано на San Diego Comic-Con у 2013 році, після виходу «Людини зі сталі». Снайдер заявив, що натхнення фільм буде черпати з обмеженої серії коміксів Френка Міллера «Повернення Темного Лицаря». Препродакшен почався у Коледжі Східного Лос-Анджелеса у жовтні 2013 року, основні зйомки стартували в травні 2014 у Детройті, штат Мічиган, із додатковими зніманнями Чикаго, штат Іллінойс. Зйомки завершились у грудні 2014 року. Прем'єра у Сполучених Штатах відбулася 25 березня 2016 у 2D, 3D, 4DX, IMAX 3D. Прем'єра в Україні відбулася 24 березня 2016 року.

## Сюжет
Побоюючись дій нікому не підконтрольного і наділеного майже божественною силою супергероя, захисник Ґотема виступає проти рятівника Метрополісу, поки світ сперечається про те, який саме герой йому потрібен. У той час коли протистояння Бетмена і Супермена досягає найгострішої фази, на сцені з'являється третя сила, що представляє загрозу глобального масштабу.
Внаслідок битви між Суперменом і Генералом Зодом у Метрополісі руйнується будівля, що належить Wayne Enterprises. Брюс Вейн стає свідком гибелі працівників своєї компанії та своїх знайомих. Брюс починає вбачати у Супермені загрозу для всього людства. Кларк Кент, вивчивши діяльність Бетмена, який безкарно вдається до лінчування, також починає вважати його методи небезпечними.
Лоїс Лейн намагається взяти інтерв'ю у терористичного ватажка, проте у фотоапараті її супутника Джеймса Олсона знаходять радіопередавач. Фотографа вбивають, а її захоплюють у полон. Поплічників голови повстанців убивають невідомі найманці. Рятувати Лоїс прилітає Кал Ел. Після цього випадку з'являються свідки, які звинувачують Супермена у гибелі великої кількості людей.
Супермен стає головною темою дискусій у ЗМІ та на державному рівні. Дехто вважає його порятунком, месією, а хтось прямою загрозою людській цивілізації. Сенатор Фінч виступає проти непідконтрольних дій Супермена. Від цього хоче отримати вигоду Лекс Лютор, який намагається переконати її дозволити ввіз у країну великого шматка криптоніту, знайденого в Індійському океані, за допомогою якого можливо зупинити Супермена. Але Фінч відмовляється допомагати Лютору в створенні новітньої зброї. Лекс шляхом шантажу та підкупів відкриває собі шлях до залишків корабля криптонців, а також тіла Генерала Зода.
Брюс Вейн викрадає та розшифровує дані LexCorp, у яких знаходить відомості про час прибуття криптоніту в порт міста, а також фотографії та відеозаписи з іншими супергероями. Серед них і Диво-жінка, з якою Брюс вперше зустрівся на заході Лекса Лютора. При перевезенні криптоніту Бетмен на бетмобілі намагається перехопити цінний вантаж, але його зупиняє Супермен, застерігаючи про неминучі наслідки його неправомірних дій. Бетмен остаточно вирішує зупинити фальшивого бога.
Супермена викликають на публічне слухання з сенатором Фінч і одним із постраждалих у битві у Метрополісі. Лекс Лютор влаштовує вибух у Конгресі. Гинуть всі присутні на процесі. Супермен зникає.
Бетмен викрадає у Лекса Лютора криптоніт і готується до битви з Суперменом. Лекс при цьому планує знищення Людини зі сталі. Божевільний власник LexCorp викрадає Лоїс Лейн, Марту Кент і шантажем змушує Супермена піти на двобій з Бетменом. Кал Ел вилітає у Ґотем, щоб просити про допомогу Бетмена. Темний лицар не вислуховує Супермена. Після нетривалого бою Бетмен завдяки порошкоподібному криптоніту перемагає суперника. Вже готового завдати вирішального удару, його зупиняє ім'я його матері, яке вимовляє Супермен. Але це також ім'я матері Кларка Кента. Брюс нарешті вислуховує свого візаві й вирушає на порятунок Марти Кент.
Лекс з допомогою інопланетних технологій оживляє страшну істоту — Думсдея. Супермен виштовхує монстра у Космос, де в обох влучає ядерна боєголовка, випущена американським командуванням. Проте бомба лише надає ще більше сили створінню і воно продовжує руйнувати місто. У битву вступає Бетмен, який планує заманити Думсдея до Ґотема, де знаходиться криптонітовий спис. З'являється Диво-Жінка і вже утрьох супергерої протистоять чудовиську. Супермен хапає криптонітовий спис та заганяє його монстрові прямо в груди. При цьому герой отримує рану несумісну із життям.
Лекса Лютора заарештовують. Відбувається похорон Кларка Кента, на якому Брюс Вейн і Діана Прінц домовляються знайти інших людей зі суперздібностями та спільно протистояти майбутнім загрозам.

## Акторський склад

### Головні ролі

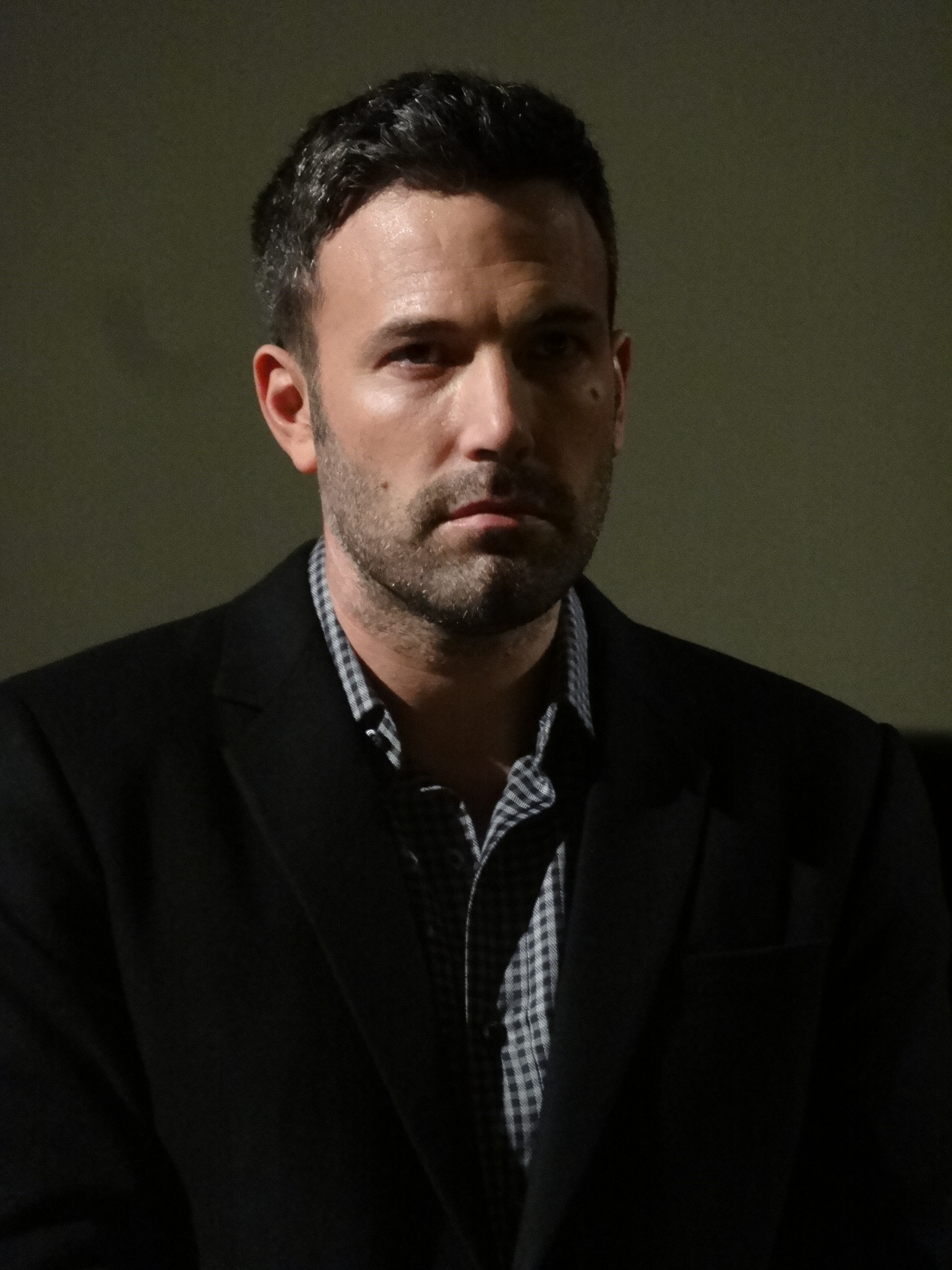
Бен Аффлек — Брюс Вейн (Бетмен), мільярдер із Ґотем-Сіті, що одягає маску та захищає своє місто від злочинного світу[а 1][а 2][7].
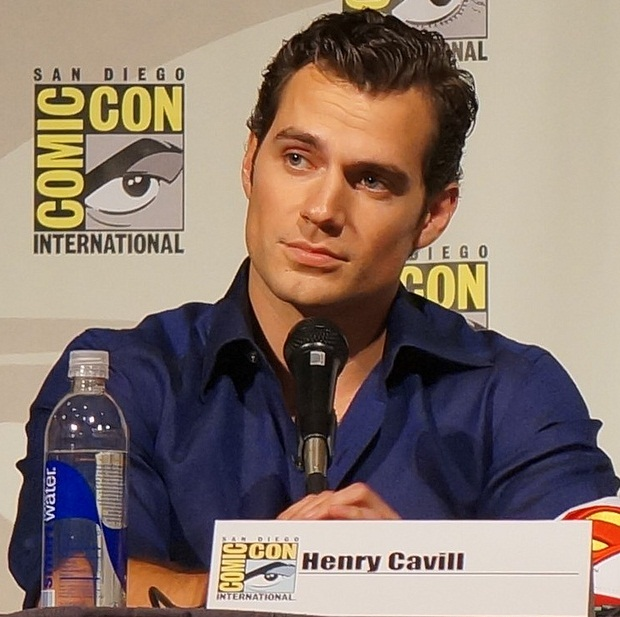
Генрі Кавілл — Кларк Кент (Супермен), єдиний криптонець, який вижив під час гибелі своєї планети. Журналіст Daily Planet[en] під псевдонімом Кларк Кент.
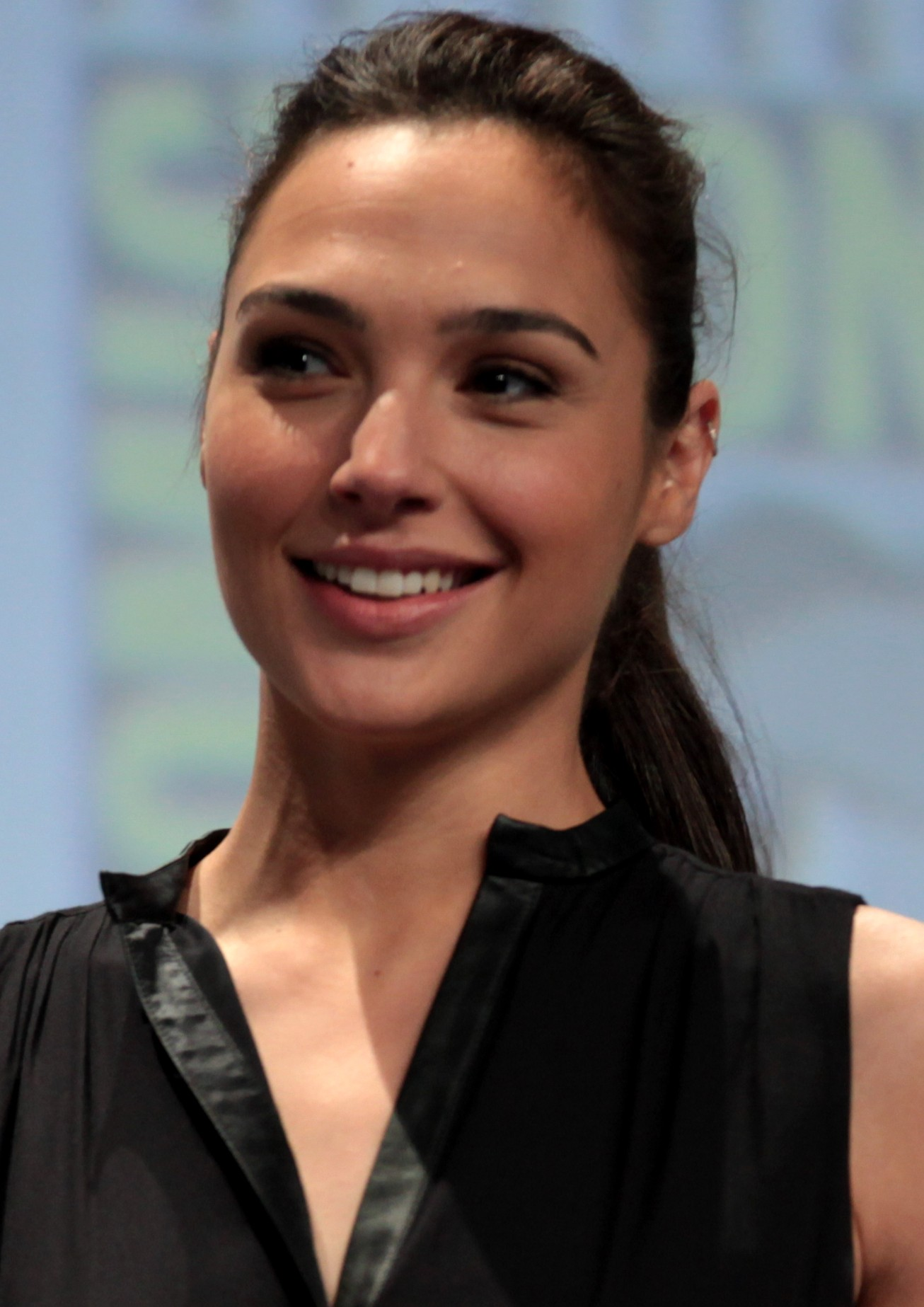
Галь Гадот — Діана Прінц (Диво-жінка), напівбогиня-амазонка[а 3][8].
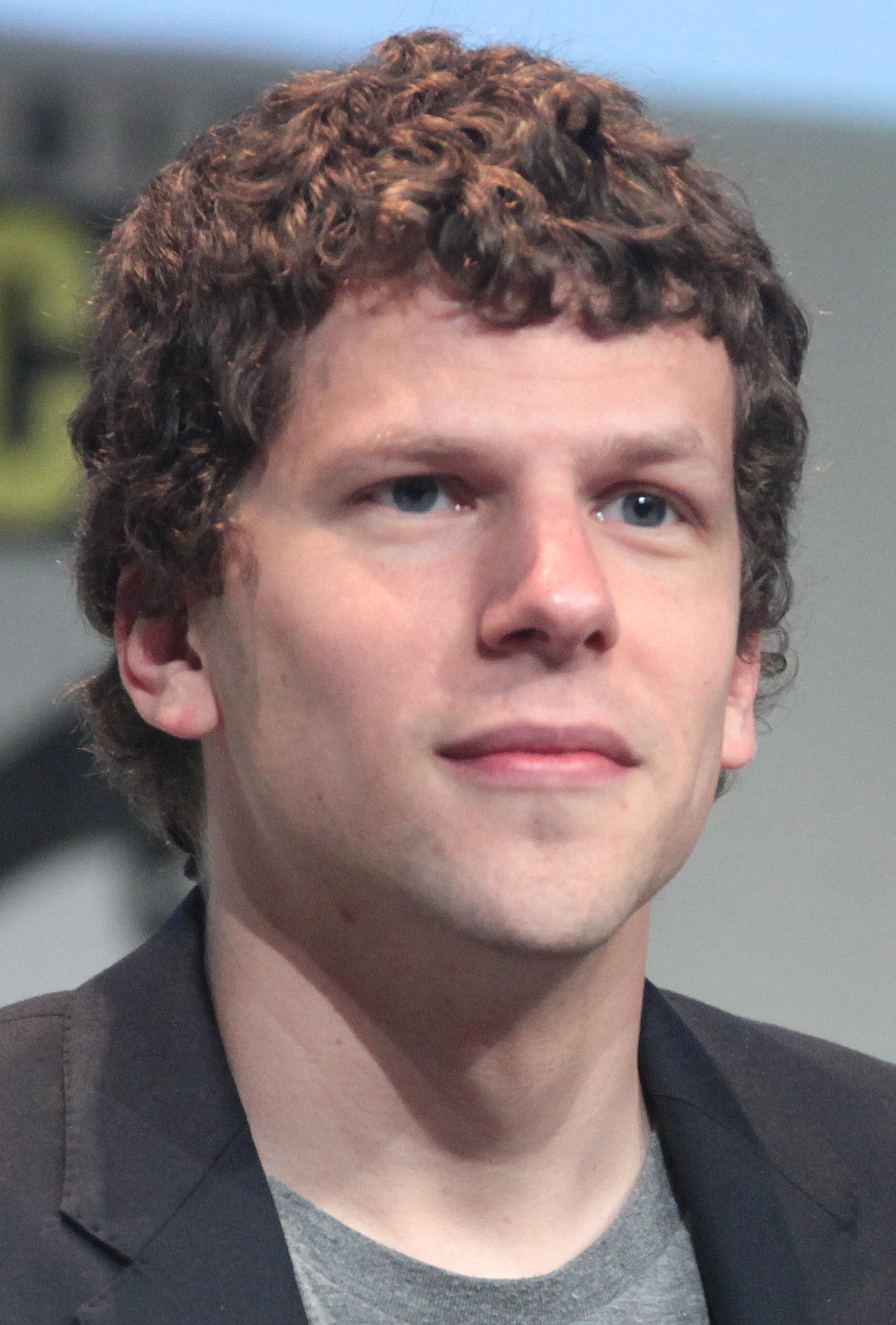
Джессі Айзенберг — Лекс Лютор[а 4], молодий бізнесмен, одержимий перемогою над Суперменом[9][10].
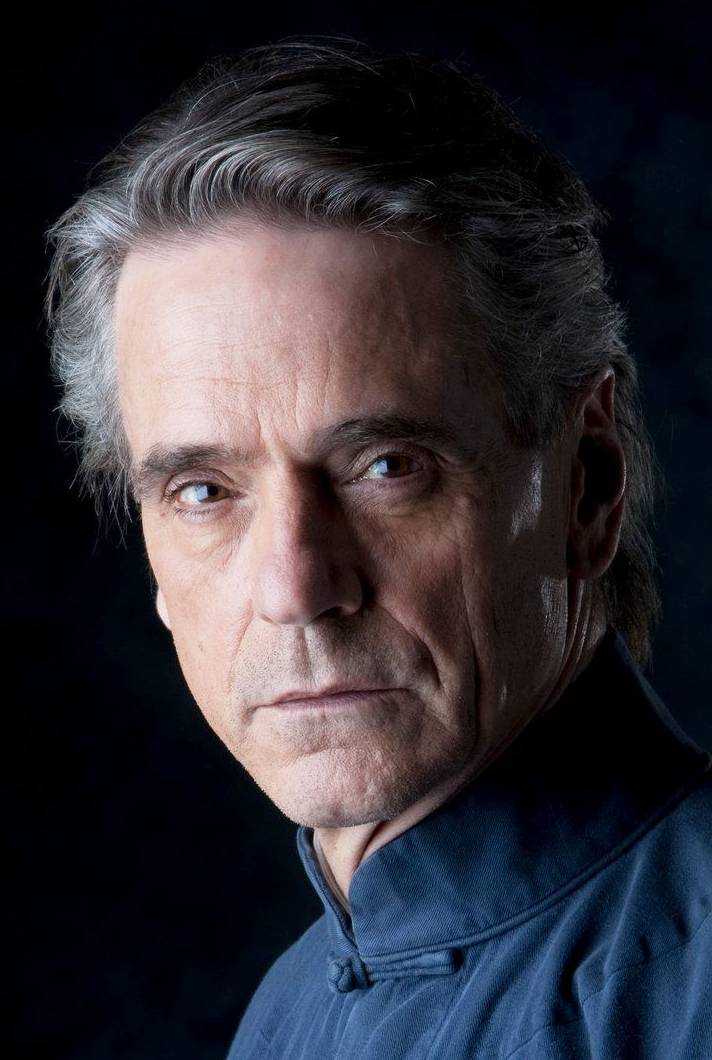
Джеремі Айронс — Альфред Пенніворт[а 5], дворецький та найкращий друг Брюса Вейна[9].
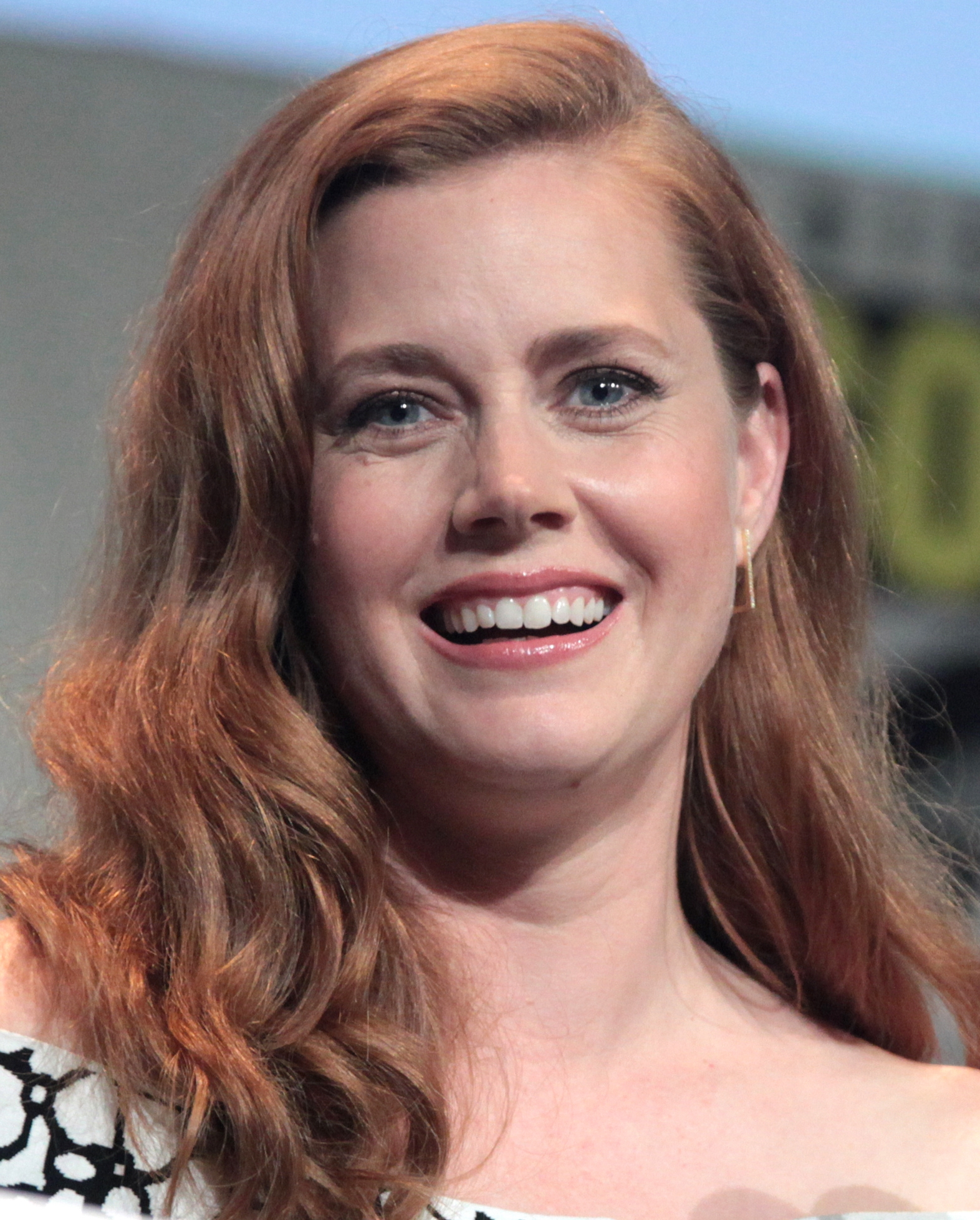
Емі Адамс — Лоїс Лейн, кореспондент газети Daily Planet, дівчина Супермена[11].
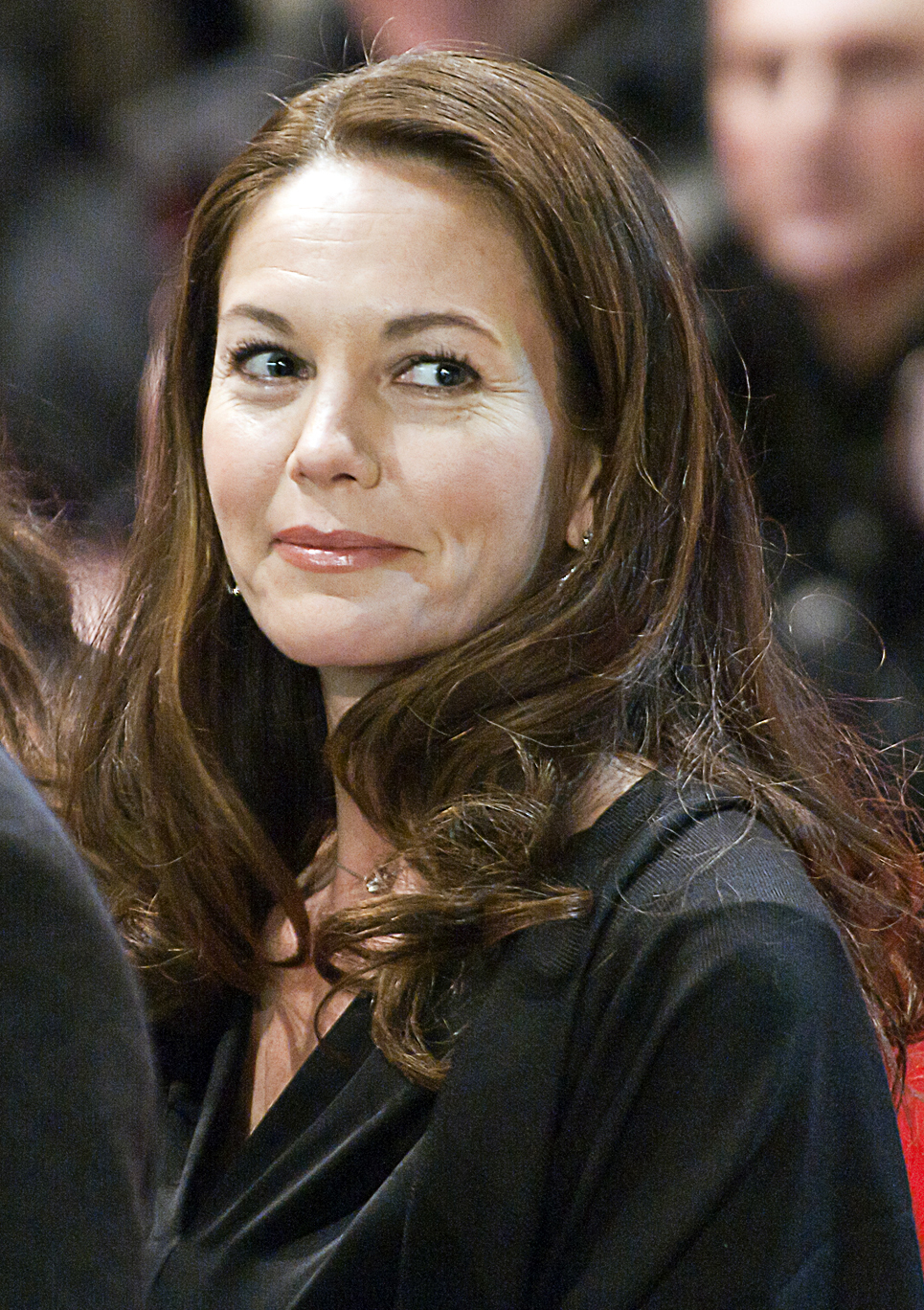
Даян Лейн — Марта Кент[en], прийомна мати Кларка[а 6][11].
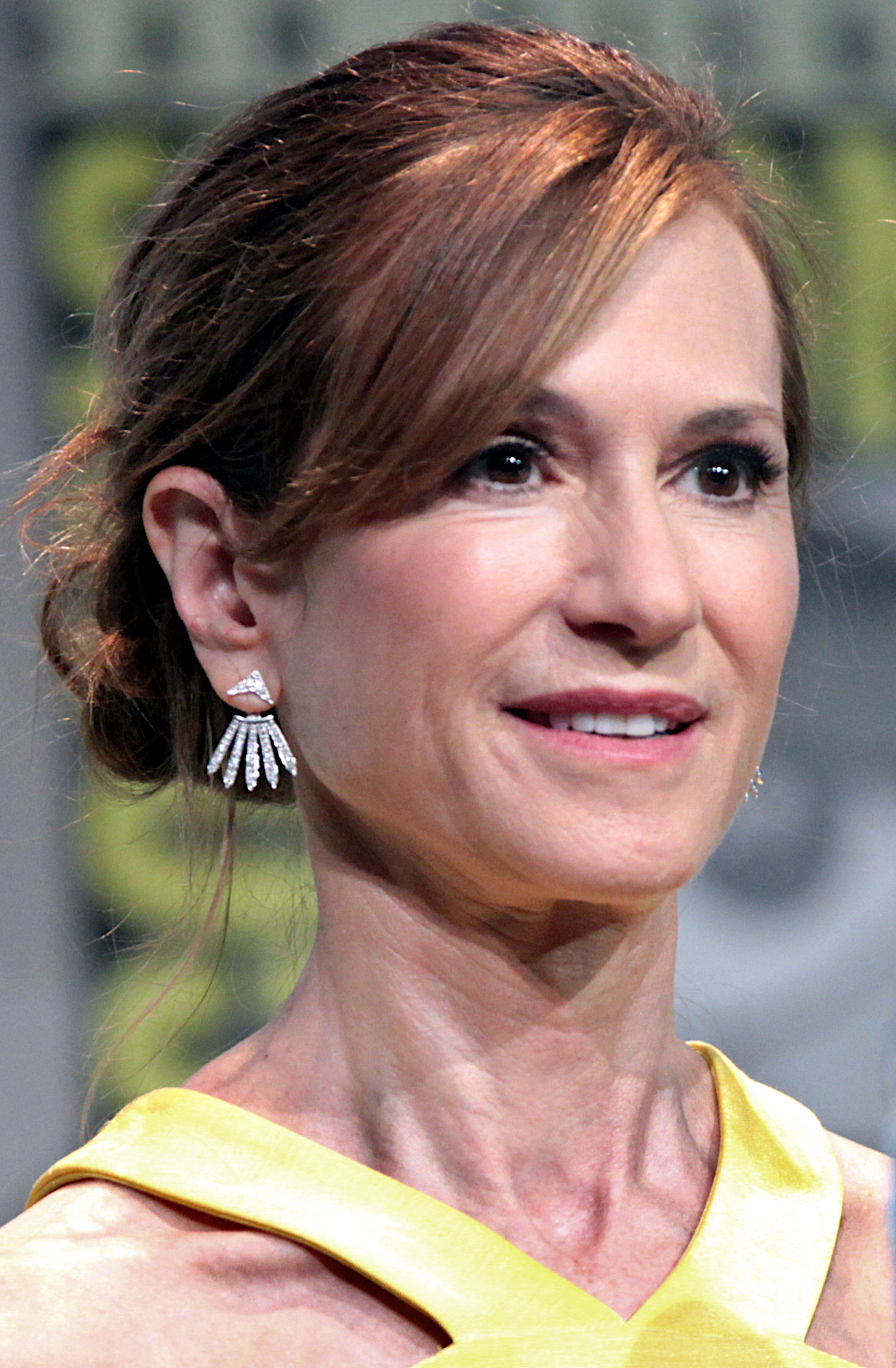
Голлі Гантер — Джун Фінч, сенатор Сполучених Штатів Америки з Кентуккі

### Другорядні ролі

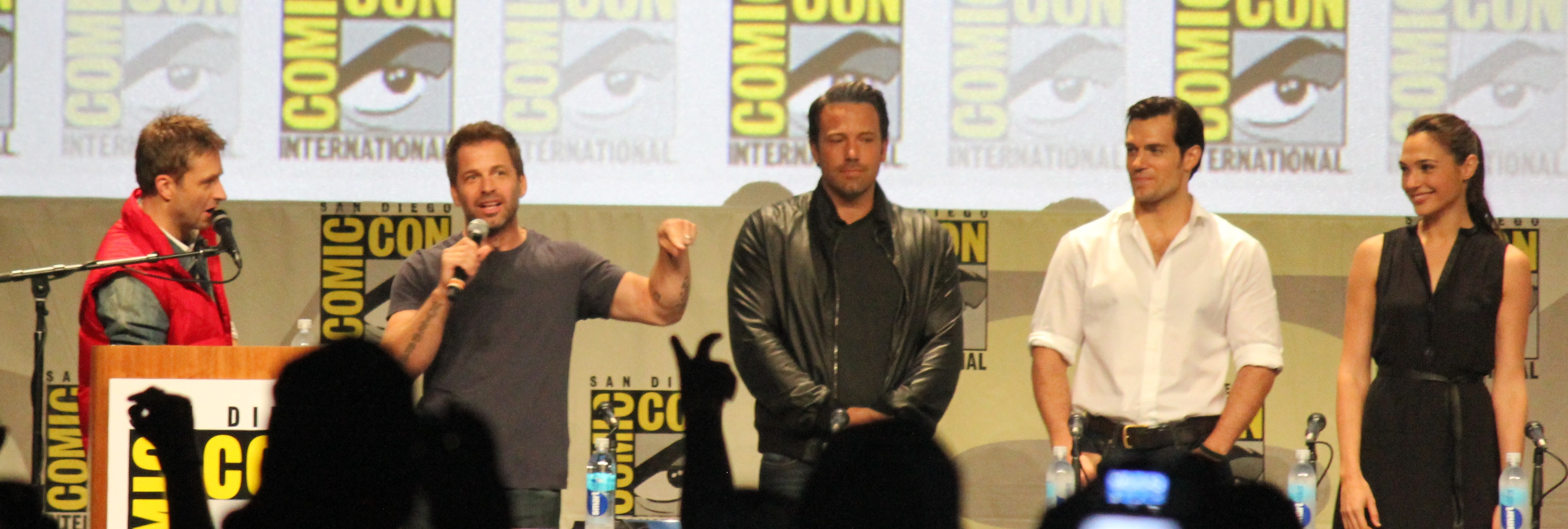
Зак Снайдер, Бен Аффлек, Генрі Кавілл і Галь Гадот на San Diego Comic-Con, 2014 р.

| Актор              | Роль                                           |
| ------------------ | ---------------------------------------------- |
| Лоуренс Фішберн    | Перрі Вайт, головний редактор Daily Planet     |
| Джейсон Момоа      | Артур Каррі (Аквамен)                          |
| Рей Фішер          | Віктор Стоун (Кіборг)                          |
| Езра Міллер        | Флеш (Баррі Аллен)                             |
| Тао Окамото        | Мерсі Грейвс                                   |
| Гаррі Леннікс      | Генерал Свонвік                                |
| Кевін Костнер      | Джонатан Кент                                  |
| Джена Мелоун       | Дженет Кліберн (вирізана з театральної версії) |
| Джеффрі Дін Морган | Томас Вейн                                     |
| Майкл Шеннон       | Генерал Зод                                    |
| Каллан Мелвей      | Анатолій Князев                                |
| Скут Макнейрі      | Волс Кіф                                       |
| Патрік Вілсон      | Президент США (голос)                          |

### Український дубляж
Дубляж виконано студією Postmodern на замовлення Kinomania.
- Переклад: Олег Колесніков
- Режисер дубляжу: Анна Пащенко
- Звукорежисер: Геннадій Алексєєв
- Ролі дублювали:

| Оригінальний персонаж | Актор дубляжу             |
| --------------------- | ------------------------- |
| Брюс Вейн (Бетмен)    | Юрій Ребрик               |
| Кларк Кент (Супермен) | Дмитро Гаврилов           |
| Лекс Лютор            | Павло Скороходько         |
| Лоїс Лейн             | Катерина Сергєєва         |
| Альфред Пенніворт     | Юрій Гребельник           |
| Диво-жінка            | Наталя Романько-Кисельова |
| Пері Вайт             | Олександр Ігнатуша        |

а також Лідія Муращенко, та інші.
У ході української промо-кампанії відбулась акція, переможцю якої надавалась можливість взяти участь у дублюванні фільму.

## Виробництво

### Розроблення
У червні 2013 року, Warner Bros. анонсувала повернення режисера Зака Снайдера та сценарист Девіда С. Ґоєра для роботи над сиквелом «Людини зі сталі», з наміченим на 2015 рік релізом. Наступного місяця, на San Diego Comic-Con Снайдер підтвердив, що у продовженні «Людини зі сталі», випуск якого назначений на 2015 рік, вперше на екрані зустрінуться Супермен і Бетмен. Ґоєр і Снайдер спільно працювали над сценарієм, а Крістофер Нолан виступив у ролі консультанта та виконавчого продюсера. Згідно слів режисера, фільм черпатиме натхнення з коміксу «Повернення Темного Лицаря». Проте, у листопаді 2013 року, Снайдер уточнив, що кінокартина не буде повноцінною адаптацією лише вищезгаданого графічного роману. «Бетмен проти Супермена» став першою появою Диво-жінки в ігровому кіно. У грудні 2013 року Кріс Терріо був найнятий, щоб переписати сценарій, через зайнятість Ґоєра в інших проектах. Терріо раніше співпрацював з Беном Аффлеком над оскароносним фільмом «Арго».
Офіційну назву («Бетмен проти Супермена: На зорі справедливості») фільму було оприлюднено в травні 2014 р. Генрі Кавілл пізніше заявив: «Я б не назвав це сиквелом Супермена… Це Бетмен проти Супермена. Це абсолютно інше творіння. Це введення Бетмена та розширення всесвіту, яке почалося „Людиною зі сталі“». Forbes відзначив, що хоча фільм виник як продовження стрічки «Людина зі сталі», він був «перероблений у таємного предтечу „Ліги справедливості“ і/або можливого окремого фільму про Бетмена.»

### Кастинг
Генрі Кавілл, Емі Адамс, Даян Лейн, Лоренс Фішберн, Гаррі Леннікс, і Майкл Шеннон повернулися до ролей, що вони їх виконали у «Людині зі сталі». До них приєднались Бен Аффлек, Галь Гадот, Джессі Айзенберг, Джеремі Айронс, Рей Фішер, Джейсон Момоа, Тао Окамото, Скут Макнейрі, Каллан Мулві і Джена Мелоун.

#### Новий Бетмен
Шквал негативних відгуків як в інтернеті, так і в ЗМІ посипався на творців нової супергеройської стрічки одразу після оголошення студією Warner, що роль Бетмена отримав Бен Аффлек. Невдоволення фанатів рішенням кінокомпанії досягало абсурдно-високого рівня. Як повідомляє видання Variety, фанати супергероя зажадали у президента США законодавчо «заборонити акторові грати Бетмена на наступні 200 років». Проте «антиафлеківський» протест не встиг набрати необхідної для офіційного розгляду кількості голосів і петиція була видалена за порушення кількох правил проекту.
Розчаруванням для фанів також стала відмова Крістіана Бейла від виконання ролі Темного лицаря.
«Нам неймовірно пощастило з трьома фільмами про Бетмена, і цього достатньо. Бетмен як смолоскип, який потрібно передавати від одного актора іншому. Так що із задоволенням дізнаюся, кого оберуть на роль», — заявив Бейл виданню Entertainment Weekly.
Навколо новини про відмову Крістіана Бейла від ролі стража Ґотема довгий час ходили різні плітки. Зокрема стверджувалось, що Warner Bros. настільки сильно бажала повернення актора до популярної ролі в сіквелі фільму «Людина зі сталі», що була готова запропонувати йому близько 50 мільйонів доларів.
Що стосується Бена Аффлека, то він заявив, що очікував такої реакції. «У Warner Bros. показали мені, що писали після призначення акторів на ті чи інші великі ролі. Мені сказали, що спочатку таке буває завжди. Я в курсі, що інтернет мене недолюблює. Якби результатом став ще один „Шибайголова“, я б сам пішов пікетувати будівлю студії Warner разом з усіма! Навіщо мені зніматися у фільмі, в якому я буду погано виглядати?»
Судячи зі слів Бена Аффлека Бетмен в новому фільмі «буде втомленою, мудрою та досвідченою людиною, і перебуватиме в такому стані досить довго».

#### Новий Лекс Лютор
Інша мережева істерика виникла з приводу суперечливого призначення на роль головного ворога Супермена — Лекса Лютора. Роль отримав 30-річний Джессі Айзенберг («Соціальна мережа», «Ілюзія обману»). На всі закиди Снайдер відповів так: «Нам відомий матеріал. На жаль, фанам він незнайомий. Ми підбираємо акторів згідно сценарію і сподіваємося, що наші рішення досить оригінальні, щоб вийшло щось свіже і незвичайне. Я розумію всі комікс-канони, я ж не божевільний. І я знаю, що потрібно всім персонажам з міфологічної точки зору. По-моєму, з Джессі вийде відмінний Лекс Лютер. Пам'ятаємо, що його номінували на „Оскар“. Я ж не запросив на цю роль свого приятеля! Джессі Айзенберг — прекрасний актор».

### Дизайн

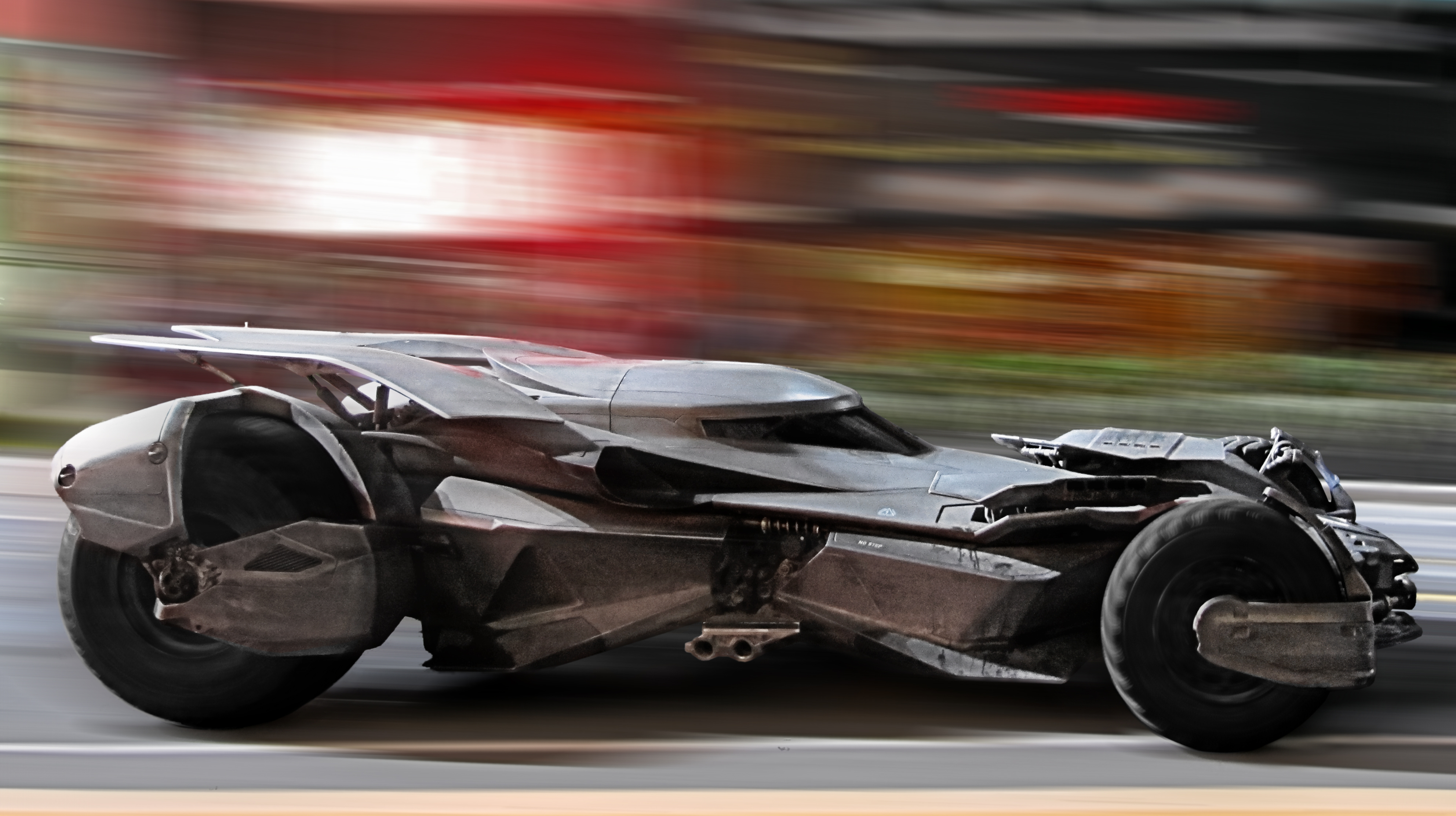
Бетмобіль із фільму

Майкл Вілкінсон повернувся до виконання своїх обов'язків як художник по костюмах. Він оновив костюм Супермена з «Людини зі сталі», щоб він «відчувався свіжішим і був слушним для цієї частини всесвіту кінокоміксів Зака Снайдера». Синій колір костюму став світлішим, а жовтий колір нагрудного символу — яскраво-золотавим. Беткостюм створений під впливом «Повернення Темного Лицаря» і, на відміну від костюмів із попередніх фільмів, зроблений з тканини та не броньований. Зображення костюму Диво-жінки було вперше продемонстровано на San Diego Comic-Con 2014. Кольори костюму стали менш насиченими у порівнянні з тими, що були у коміксах. Другий Беткостюм також оприлюднено на Comic-Con, і на відміну від першого, він уже був броньованим. Образ Аквамена теж зазнав змін: костюм супергероя став поєднанням відтінків чорного, сріблястого та золотого, а тіло вкрите татуювання у стилі візерунків Маорі. Відповідно до заяв Warner Bros. Studios, наступна модель Бетмобіля стане поєднанням обтічної форми класичних Бетмобілів і військового дизайну Тумблера з трилогії «Темний лицар». Спроектований художником-постановником Патріком Татополосом, Бетмобіль має довжину близько 6 метрів та ширину понад 3 метрів.

### Зйомки
У вересні 2013 оператор Ларрі Фонг, який уже раніше працював із Заком Снайдером над фільмами «300 спартанців", «Хранителі» і «Заборонений прийом», долучився до знімальної групи «Бетмена проти Супермена».
Первісна зйомка почалась 19 жовтня 2013 пройшли перші зйомки фільму в навчальних закладах East Los Angeles College і Victor Valley College. Знімальна група Зака Снайдера приїхала на гру з американського футболу серед даних коледжів, де в перерві стадіон перевтілився в стадіон Університету Ґотема, який приймав у себе команду з Метрополіса.
13 травня Зак Снайдер опублікував у своєму твіттері першу фотографію актора Бена Аффлека в образі Бетмена. Крім того, Снайдер оприлюднив фотографію транспортного засобу, яким користується супергерой, — бетмобіля.
Основні зйомки за участю головного акторського складу розпочалися 19 травня 2014 року у Детройті, Мічиган. Додаткові зйомки стартували у листопаді 2014 у Чикаго. Локаціями зйомок стали Кіностудія Мічигану, Університет штату Мічиган, округ Кендалл і Нью-Мексико. Заплановані зйомки у Марокко було скасовано та перенесено до Нью-Мексико у зв'язку зі спалахом Еболи.

## Саундтрек
Ганс Циммер повернувся до написання музики після роботи над «Людиною зі сталі», при цьому наголосивши, що не буде вдруге використовувати теми закріплені за Бетменом у трилогії Нолана. Звуковий ряд, присвячений Бетмену, створений спільно з Junkie XL. Реліз альбому відбувся 18 березня 2016 року.

### Стандартна версія
| Диск 1 | Диск 1                                  | Диск 1     |
| #      | Назва                                   | Тривалість |
| ------ | --------------------------------------- | ---------- |
| 1.     | «Beautiful Lie»                         | 3:47       |
| 2.     | «Their War Here»                        | 4:34       |
| 3.     | «The Red Capes Are Coming»              | 3:32       |
| 4.     | «Day of the Dead»                       | 4:01       |
| 5.     | «Must There Be a Superman?»             | 2:01       |
| 6.     | «New Rules»                             | 4:02       |
| 7.     | «Do You Bleed?»                         | 4:36       |
| 8.     | «Problems Up Here»                      | 4:25       |
| 9.     | «Black and Blue»                        | 8:30       |
| 10.    | «Tuesday»                               | 4:00       |
| 11.    | «Is She With You?»                      | 5:46       |
| 12.    | «This Is My World»                      | 6:23       |
| 13.    | «Men Are Still Good (The Batman Suite)» | 14:03      |
| 71:37  |                                         |            |

### Розширене видання
| Диск 1 | Диск 1                                  | Диск 1     |
| #      | Назва                                   | Тривалість |
| ------ | --------------------------------------- | ---------- |
| 1.     | «Beautiful Lie»                         | 3:47       |
| 2.     | «Their War Here»                        | 4:34       |
| 3.     | «The Red Capes Are Coming»              | 3:32       |
| 4.     | «Day of the Dead»                       | 4:01       |
| 5.     | «Must There Be a Superman?»             | 2:01       |
| 6.     | «New Rules»                             | 4:02       |
| 7.     | «Do You Bleed?»                         | 4:36       |
| 8.     | «Problems Up Here»                      | 4:25       |
| 9.     | «Black and Blue»                        | 8:30       |
| 10.    | «Tuesday»                               | 4:00       |
| 11.    | «Is She With You?»                      | 5:46       |
| 12.    | «This Is My World»                      | 6:23       |
| 13.    | «Men Are Still Good (The Batman Suite)» | 14:03      |

| Диск 2 | Диск 2                       | Диск 2     |
| #      | Назва                        | Тривалість |
| ------ | ---------------------------- | ---------- |
| 1.     | «Blood of My Blood»          | 4:25       |
| 2.     | «Vigilante»                  | 3:53       |
| 3.     | «May I Help You, Mr. Wayne?» | 3:27       |
| 4.     | «They Were Hunters»          | 2:45       |
| 5.     | «Fight Night»                | 4:20       |

Після прем'єри фільму в інтерв'ю BBC HARDtalk Ганс Ціммер заявив, що покидає написання музики для фільмів про супергероїв. Також лауреат Оскара наголосив, що робота над саундтреком до фільму «Бетмен проти Супермена» була для нього дуже важкою і подякував за допомогу Junkie XL.

## Прем'єра
Прем'єра «Бетмена проти Супермена: На зорі справедливості» відбулася 19 березня 2016 року в Auditorio Nacional у Мехіко, прокат у Сполучених Штатах і Сполученому Королівстві почався 25 березня 2016 року, в 3D. Фільм одночасно вийшов у прокат у Північній Америці, Китаї та Японії, трьох найбільших світових ринках кіно. Дебют стрічки відбувся одночасно на 30 000 екранів у майже кожній великій країні.

### Перипетії з датою прем'єри
В січні 2014 року стало відомо про перенесення прем'єри фільму «Бетмен проти Супермена» з 17 липня 2015 року на 6 травня 2016 року аби дати творцям фільму «час, щоб в повній мірі втілити своє бачення, враховуючи складний візуальний характер історії». За деякими даними зйомки були відкладені через травму виконавця ролі Темного Лицаря Бена Аффлека. У зв'язку з цим знімальна група була відправлена у незаплановану відпустку.
Але не сама зміна стала причиною нової хвилі коментарів у ЗМІ, а дата на яку перенесли фільм. Адже ця дата була закріплена спочатку за невідомим проектом студії Marvel, а потім було оголошено, що 6 травня стане прем'єрним для третьої частини серії фільмів про Капітана Америку (студія оголосила про це в квітні 2014 року).
Як стало відомо Marvel не має наміру поступатися датою прем'єри. Про це в інтерв'ю виданню SlashFilm розповів глава компанії Кевін Фейдж.
«Ми безумовно залишимо за собою цю дату», — сказав Фейдж.
Президент Warner за північноамериканським прокатом Ден Феллман прокоментував ситуацію так: «Одночасна прем'єра двох блокбастерів про супергероїв — якась нісенітниця, але до 6 травня 2016 ще багато часу. Проте на сьогодні ми не плануємо змінювати дату релізу проекту „Бетмен проти Супермена“».
В серпні 2014 року через високий ризик Warner Bros. остаточно перенесла дату прем'єри на 25 березня 2016 року. Очікуваної зустрічі двох фільмів різних студій в прокаті так і не сталось.

## Відгуки

### Кінокритики
«Бетмен проти Супермена: На зорі справедливості» отримав переважно негативні відгуки кінокритиків. На вебсайті агрегаторі відгуків Rotten Tomatoes стрічка має рейтинг 29 % (на підставі 294 оглядів) і середню оцінку 5/10. На Metacritic фільм отримав від кінокритиків середній бал 44 зі 100 (ґрунтуючись на 51 рецензії).
Кріс Нашаваті, Entertainment Weekly
Тодд Мак-Карті, The Hollywood Reporter
Після появи негативних відгуків на фільм в інтернеті здобуло велику популярність відео із засмученим Беном Аффлеком, якого інтерв'юер запитує про критику. Ролик супроводжується піснею «The Sound of Silence» дуету Simon and Garfunkel.

### Прості глядачі
Середня оцінка глядачів на сайті IMDb становить 6,6 з 10 (520 024 користувачів). На Metacritic середній бал користувачів рівний 7,0 (6 088 оцінок). Rotten Tomatoes показує, що 63 % аудиторії уподобало фільм Зака Снайдера.

## Касові збори
За перший вікенд фільм зібрав $166 млн у Північній Америці та $422,5 млн у світі, що дозволило йому посісти четверте місце у списку фільмів із найбільшими світовими касовими зборами за перші вихідні. «Бетмен проти Супермена» також став третім серед фільмів у IMAX із найвищим заробітком за стартовий вікенд, зібравши $36 млн на 945 екранах IMAX. Проте, кінокомікс побив ще й антирекорд найбільшого падіння касових зборів, яке склало 58 % (попереднім рекордсменом була стрічка «Фантастична четвірка»). За перший тиждень прокату кінокартина досягла $500 млн касових зборів.
Кінокомікс заробив $873 260 194, що дозволило йому посісти друге місце серед найкасовіших кінокартин перших чотирьох місяців 2016 року (перше місце зайняв анімаційний фільм «Зоотрополіс»). Домашні збори склали $330 360 194, а закордонні відповідно $534 млн.

### В Україні
В українських кінотеатрах стрічка заробила 31 781 348 ₴ ($1 279 073).

## Нагороди
| Рік  | Премія        | Категорія                                    | Номінанти                    | Результат |
| ---- | ------------- | -------------------------------------------- | ---------------------------- | --------- |
| 2017 | Сатурн        | Найкращий фільм, заснований на коміксах      |                              | Номінація |
| 2017 | Сатурн        | Найкраще спеціальне DVD чи Blu-ray видання   | Версія Ultimate Edition      | Номінація |
| 2017 | Золота малина | Найгірший фільм                              |                              | Номінація |
| 2017 | Золота малина | Найгірший римейк, сиквел, приквел чи плагіат |                              | Перемога  |
| 2017 | Золота малина | Найгірший режисер                            | Зак Снайдер                  | Номінація |
| 2017 | Золота малина | Найгірший сценарій                           | Кріс Терріо і Девід С. Ґойєр | Перемога  |
| 2017 | Золота малина | Найгірша чоловіча роль                       | Бен Аффлек                   | Номінація |
| 2017 | Золота малина | Найгірша чоловіча роль                       | Генрі Кавілл                 | Номінація |
| 2017 | Золота малина | Найгірша чоловіча роль другого плану         | Джессі Айзенберг             | Перемога  |
| 2017 | Золота малина | Найгірша екранна комбінація                  | Бен Аффлек і Генрі Кавілл    | Перемога  |

## Цікаві факти
1. ↑  Уже вдруге Аффлек постає в ролі супергероя (він зіграв Шибайголову в однойменному фільмі 2003 року). Джош Бролін, Раян Ґослінґ, Метью Гуд, Річард Армітедж, Макс Мартіні, Армі Гаммер, Дженсен Еклз і Джо Манганьєлло розглядалися на роль Бетмена, перш ніж її отримав Бен Аффлек. Бен стане восьмим актором, який приміряє на себе костюм Бетмена.
2. ↑  Одразу після того як з'ясувалося, що роль Бетмена дісталася Бену Аффлек, він став щодня проводити по дві години у тренажерному залі, щоб набрати необхідну фізичну форму для своєї ролі.
3. ↑  Ольга Куриленко розглядалася на роль Диво-жінки, перш ніж було обрано Ґадот.
4. ↑  Творці фільму під враженням від його акторської гри у «Хмарному атласі» хотіли взяти на роль Лекса Лютора Тома Генкса.
5. ↑  На роль дворецького Альфреда Пенніворта розглядалась кандидатура Тімоті Далтона
6. ↑  Раніше Бен Аффлек і Даян Лейн разом знімалися у фільмі «Смерть супермена» (2006), де Аффлек зіграв Джорджа Рівза, актора відомого роллю Супермена.
7. ↑  На роль Флеша розглядалися кандидатури Бредлі Купера, Кріса Пайна, Раяна Квантена, Меттью Фокса і Скотта Портера. Роль отримав Езра Міллер.
8. ↑  Робоча назва фільму — «Сейдж і Міло» (англ. Sage & Milo)
9. ↑  За допомогою ЗМІ, фанати критикували невелику худу статуру Ґадот, яка значно відрізнялась від войовничої будови тіла Диво-жінки в коміксах.